# 田元灝家族
田元灝家族祖籍安徽後迁居上海，為香港紡織家族，而兩位兒子田北俊和田北辰則活躍社會界和政界。

## 家族特色
田元灝家族中之各種特色：
- 與榮月泉家族有一段姻親關係：（榮月泉與榮氏兄弟為同一宗族）
  - 田元灝（1916-1992） == 榮志文（榮月泉(1868～1941)之女）

## 家族成員
- 田元灝（曾任立法局議員）== 榮志文
  - 田北俊 == 黃玉華
    - 田啟文（Calvin Francis）== Cheryl Wilson
    - 田啟安 == 鄭宇

  - 田北辰 == 梁錦儀
    - 田植茵 == 謝惠敏（Bobby）
    - 田植帆
    - 田植鏘 == 許建邦（Jonathan）
    - 田植之 == Joshua Chan